# Neuhausen (Rehau)

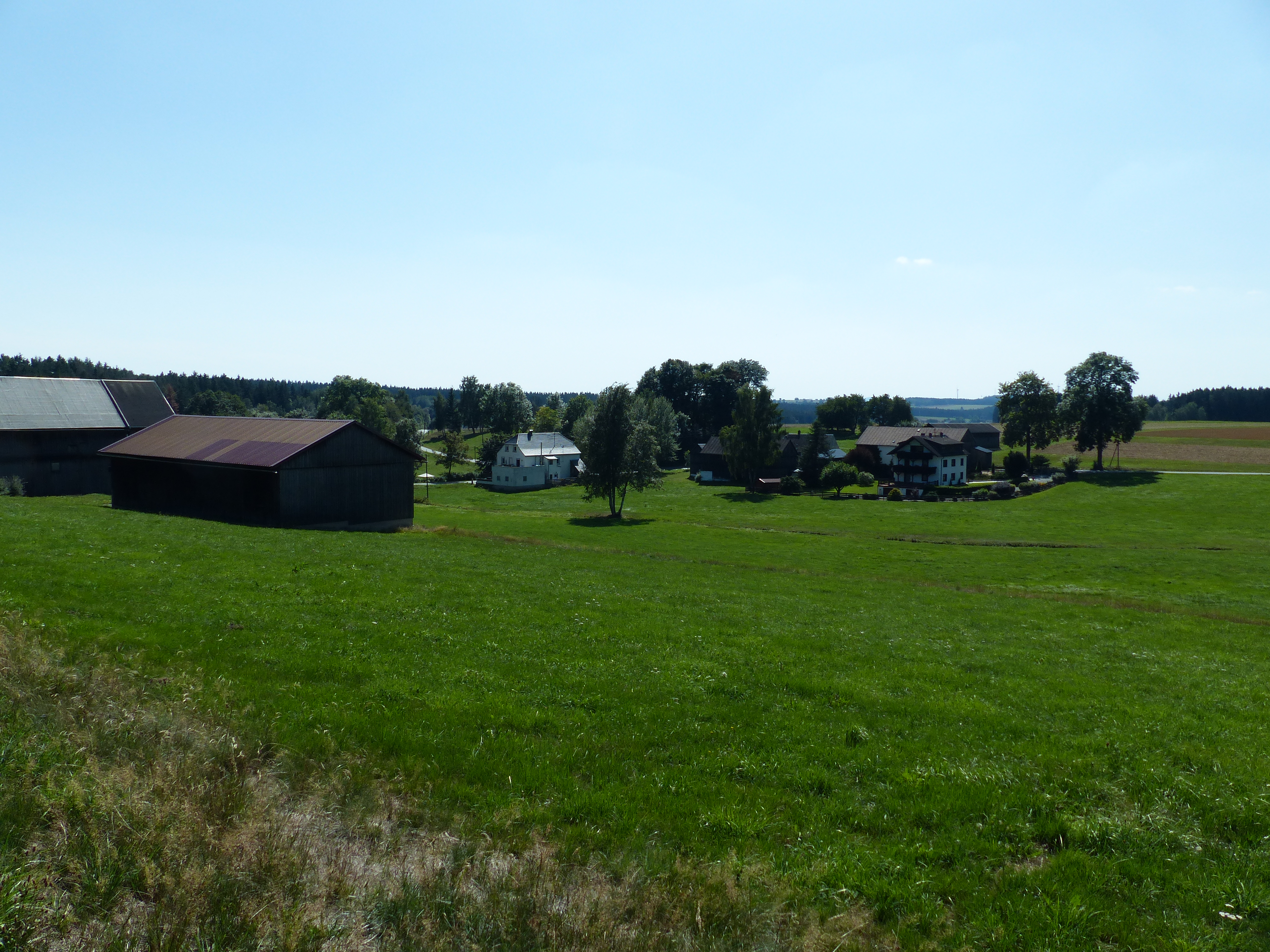
Ortsansicht

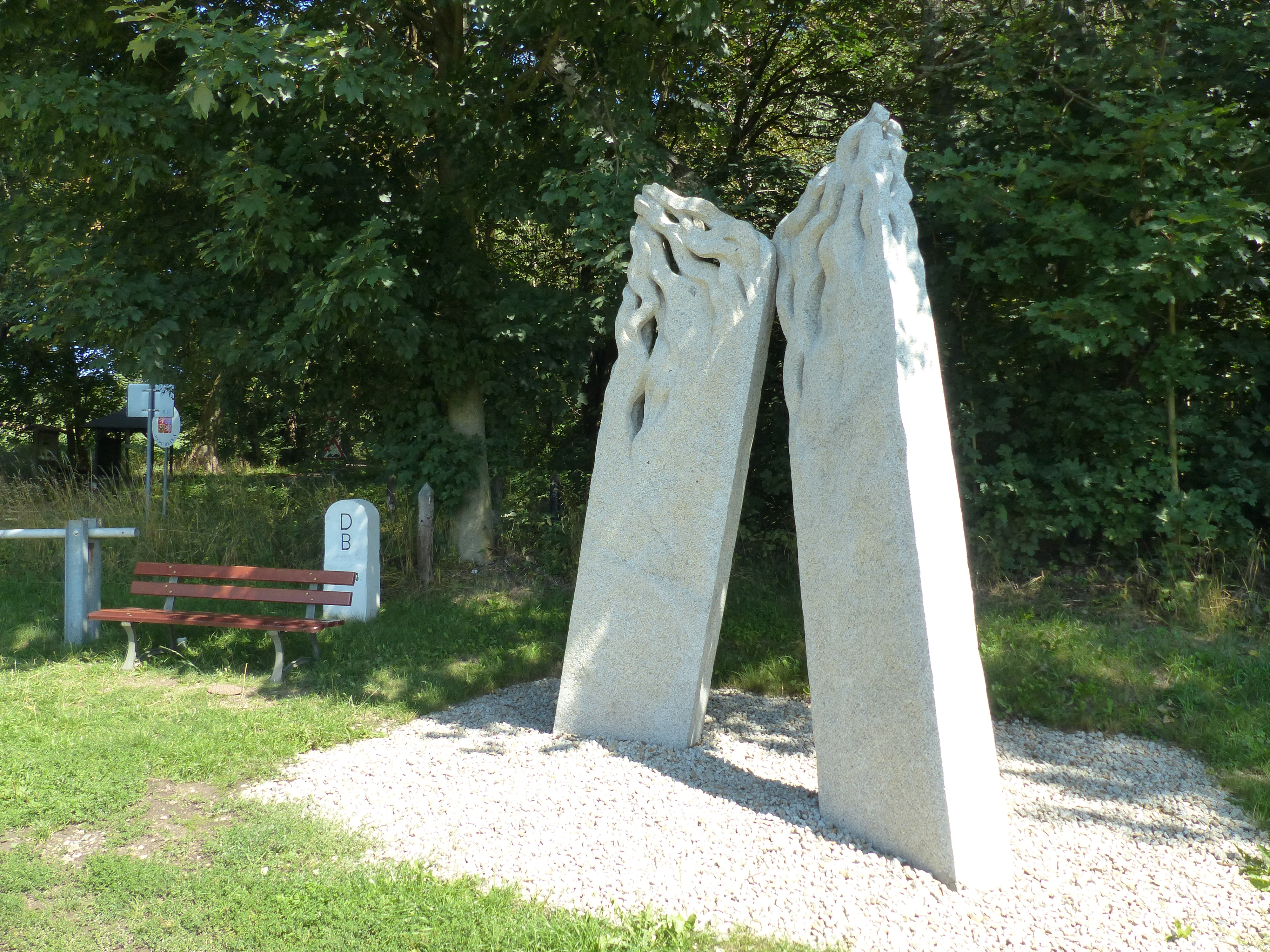
Wiederfindungsdenkmal

Neuhausen ist ein Gemeindeteil der Stadt Rehau im Landkreis Hof (Oberfranken, Bayern).

## Geographie
Das Dorf Neuhausen liegt acht Kilometer südöstlich von Rehau und ist über die Staatsstraße 2192 erreichbar. Die Kreisstraße HO 17 setzt sich als WUN 16 über Lauterbach in Richtung Erkersreuth fort. Eine weitere Verbindungsstraße führt nach Reichenbach. Große Bedeutung hatte die Staatsstraße, die früher weiter über die Grenze zwischen Deutschland und Tschechien nach Aš (Asch) führte und an die ein Kilometerstein erinnert.

## Geschichte
Neuhausen gehörte um 1300 zur Herrschaft der Neuberger, im 14. Jahrhundert zu den Forstern von Selb. Diese verkauften 1412 die ehemaligen Egerer Besitzungen an die Burggrafen von Nürnberg. 1555 verliehen die Burggrafen von Meißen denen von Zedtwitz auf Neuberg vier Güter.
Unter Denkmalschutz steht ein Vierseithof mit einem Wohnstallhaus aus Fachwerk und einem Backofenanbau. Ein weiteres denkmalgeschütztes Haus ist die ehemalige Zollstation, heute ein Wohnhaus mit Halbwalmdach und Mittelrisalit. Die benachbarte Grenzwirtschaft beherbergte mehrmals Goethe. Der Todesmarsch vom KZ-Außenlager Helmbrechts bis Volary (Wallern) machte dort Station. Eine Serie von Grenzsteinen trägt die Inschrift „I H“, sie weisen auf den früheren Besitz des Fuhrunternehmers Hofmann aus Asch hin.
Neuhausen war eine Gemeinde im Landkreis Rehau und kam bei dessen Auflösung am  1. Juli 1972 zum Landkreis Hof. Die Gemeinde wurde 1978 mit ihren vier Gemeindeteilen Neuhausen, Schönlind, Baumgärtelmühle und Voitmühle nach Rehau eingegliedert. Sie hatte 1961 eine Fläche von knapp 840 Hektar und 224 Einwohner. Bei der Volkszählung 1970 waren es 194 Einwohner.

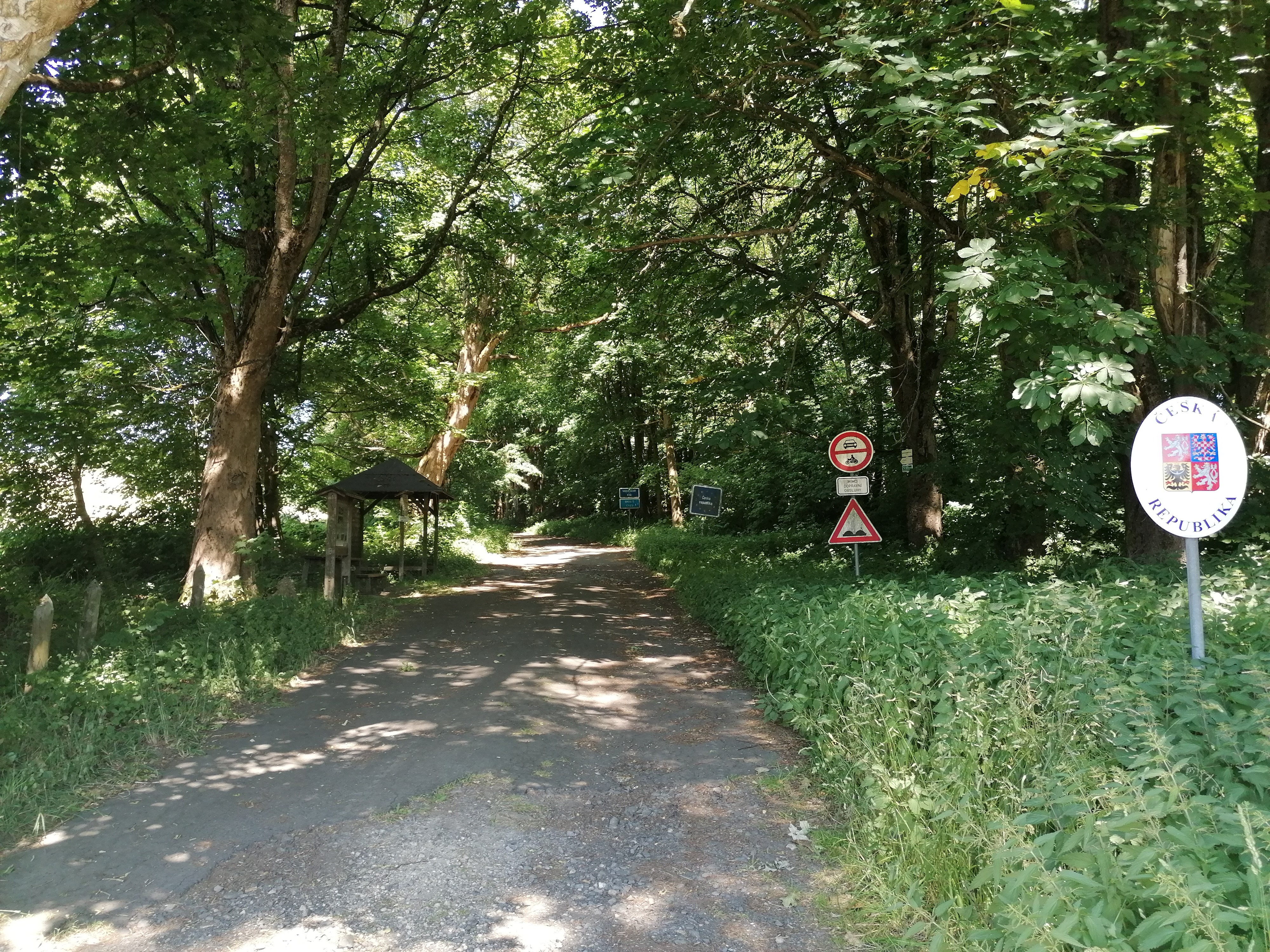
Grenzübergang bei Neuhausen an der alten Landstraße zwischen Hof und Asch (2025)

Der für Fußgänger geöffnete Grenzübergang führt nach Krásná (Schönbach bei Asch). Wanderziele sind die Wüstungen Mähring und Schildern am Schilderberg. Am Grenzübergang erinnert ein Denkmal an die Grenzöffnung 2003.